# Stephan Schiffner
Stephan Schiffner (* 19. August 1968 in Bremen) ist ein deutscher Journalist.

## Karriere
Schiffner wurde in Bremen geboren und wuchs in Berlin auf. Nach dem Abitur besuchte er ab 1991 die Berliner Journalisten-Schule. Danach war er als freier Mitarbeiter beim SFB als Reporter tätig. Nach Stationen beim ORB und einem Jahr Aufenthalt in Südamerika arbeitet er seit Mai 2002 bei Radio Bremen als Reporter, Moderator und Redakteur. Für sechs Jahre moderierte er den  Sportclub im NDR Fernsehen. Seit 2003 kommentiert er Zusammenfassungen von den Spielen der Fußball-Bundesliga bei der ARD-Sportschau. Bei der ARD ist er seit 1998 als Storymacher und Reporter der deutschen Fußballnationalmannschaft vor Ort.